# Keita Baldé
Keita Balde Diao, né le 8 mars 1995 à Arbúcies en Espagne, est un footballeur international sénégalais qui évolue au poste d'ailier gauche.

## Biographie

### Carrière en club

#### Formation
Keita Balde Diao commence le football au centre de formation du FC Barcelone, La Masia. Entre 2010 et 2011, il est prêté à l'UE Cornellà.

#### Lazio Rome (2013-2017)
Après son retour de prêt, Baldé est transféré à la Lazio Rome. Le 2 février 2014, il signe son premier contrat professionnel avec la Lazio.
Le 23 avril 2017, Baldé inscrit un triplé en cinq minutes contre l'US Palerme (6-2),.

#### AS Monaco (2017-2021)
Le 29 août 2017, Keita Baldé est recruté pour 30 millions d'euros par le champion en titre de Ligue 1, l'AS Monaco. Le club monégasque espère ainsi compenser le départ de Kylian Mbappé au Paris Saint-Germain. Avec Monaco, Baldé atteint la deuxième place de Ligue 1 ainsi que la finale de la Coupe de la Ligue, finale qu'il ne pourra disputer en raison d'une blessure.

#### Prêt à l'Inter Milan (2018-2019)
Le 13 août 2018, il s'engage avec l'Inter Milan sous forme d'un prêt payant de 6 millions d'euros assorti d'une option d'achat d'environ 34 millions. À l'issue de la saison, l'Inter Milan ne lève pas l'option d'achat et Keita Baldé retourne à Monaco.

#### Prêt à la Sampdoria (2020-2021)
Le 30 septembre 2020, il est prêté avec option d'achat à la Sampdoria.

#### Cagliari Calcio (2021-2022)
Le 31 août 2021, il quitte l'AS Monaco et signe avec le Cagliari Calcio.

#### Spartak Moscou (2022-2024)
Le 26 août 2022, il signe un contrat de trois ans avec le FK Spartak Moscou et découvre le championnat russe.
En septembre 2022, le Spartak Moscou annonce que Baldé a été suspendu jusqu'au 5 décembre 2022 pour une violation d'un contrôle antidopage en Italie.

#### Prêt au RCD Espanyol (2023-2024)
Le 1er septembre 2023, dernier jour du mercato estival européen, Baldé est prêté pour une saison au club espagnol du RCD Espanyol, avec une option d'achat non obligatoire. Il rejoint le rival de son club formateur du FC Barcelone qui vient d'être relégué en Segunda División.

### Carrière internationale
Possédant la double nationalité hispano-sénégalaise, Keita Baldé décide d'évoluer pour le Sénégal. Il dispute son premier match avec les lions du Sénégal le 26 mars 2016 contre le Niger (match de qualification pour la Coupe d'Afrique des nations de 2017 au Gabon). Ce jour-là, le Sénégal l'emporte sur le score de 2-0. Le samedi 3 septembre 2016, lors de la sixième et dernière journée des qualifications pour la coupe d'Afrique des nations de 2017 au Gabon, Diao Baldé ouvre le score pour le Sénégal contre la Namibie. Après un raté de Younousse Sankharé, le joueur de la Lazio marque dans le but vide à la 32e minute, inscrivant ainsi son premier but en sélection.
Il récidive dès le match suivant, le 8 octobre 2016 contre le Cap-Vert, lors d'une rencontre comptant pour les qualifications pour la Coupe du monde 2018 au stade Léopold-Sedhar-Senghor. À la suite d'une belle action collective, il est à la conclusion d'une passe décisive de Sadio Mané et signe son deuxième but en sélection.
Le 26 décembre 2015, il a également disputé une rencontre amicale avec la sélection catalane, perdue 1-0 face à son homologue basque.
Il est sélectionné par Aliou Cissé pour participer à la Coupe du Monde 2018, mais n'y joue qu'un seul match (face à la Colombie), avant que son équipe ne soit éliminée en phase de groupes.
Lors de la CAN 2019, le Sénégal arrive en finale pour la deuxième fois de leur histoire et perd une nouvelle fois, cette fois-ci contre l'Algérie.

## Statistiques
| Saison                | Club                  | Championnat           | Championnat | Championnat | Championnat | Coupe nationale | Coupe nationale | Coupe nationale | Coupe de la Ligue | Coupe de la Ligue | Coupe de la Ligue | Supercoupe | Supercoupe | Supercoupe | Compétition(s) continentale(s) | Compétition(s) continentale(s) | Compétition(s) continentale(s) | Compétition(s) continentale(s) | Sénégal | Sénégal | Sénégal | Total | Total | Total |
| Saison                | Club                  | Division              | M.          | B.          | P.d.        | M.              | B.              | P.d.            | M.                | B.                | P.d.              | M.         | B.         | P.d.       | Comp.                          | M.                             | B.                             | P.d.                           | M.      | B.      | P.d.    | M.    | B.    | P.d.  |
| 2013-2014             | Lazio Rome            | Serie A               | 25          | 5           | 3           | 2               | 0               | 0               | -                 | -                 | -                 | -          | -          | -          | C3                             | 8                              | 1                              | 3                              | -       | -       | -       | 35    | 6     | 6     |
| 2014-2015             | Lazio Rome            | Serie A               | 23          | 1           | 0           | 6               | 3               | 2               | -                 | -                 | -                 | -          | -          | -          | -                              | -                              | -                              | -                              | -       | -       | -       | 29    | 4     | 2     |
| 2015-2016             | Lazio Rome            | Serie A               | 31          | 4           | 2           | 1               | 0               | 0               | -                 | -                 | -                 | -          | -          | -          | C1+C3                          | 2+5                            | 1+0                            | 0                              | 3       | 0       | 1       | 42    | 5     | 3     |
| 2016-2017             | Lazio Rome            | Serie A               | 31          | 16          | 3           | 3               | 0               | 1               | -                 | -                 | -                 | -          | -          | -          | -                              | -                              | -                              | -                              | 10      | 3       | 2       | 44    | 19    | 6     |
| Sous-total            | Sous-total            | Sous-total            | 110         | 26          | 8           | 12              | 3               | 3               | -                 | -                 | -                 | -          | -          | -          | -                              | 15                             | 2                              | 3                              | 13      | 3       | 3       | 150   | 34    | 17    |
| 2017-2018             | AS Monaco             | Ligue 1               | 23          | 8           | 5           | 2               | 0               | 2               | 2                 | 0                 | 2                 | -          | -          | -          | C1                             | 6                              | 0                              | 2                              | 7       | 0       | 0       | 40    | 8     | 11    |
| 2018-2019             | AS Monaco             | Ligue 1               | -           | -           | -           | -               | -               | -               | -                 | -                 | -                 | 1          | 0          | 0          | C1                             | -                              | -                              | -                              | -       | -       | -       | 1     | 0     | 0     |
| 2019-2020             | AS Monaco             | Ligue 1               | 21          | 4           | 2           | 3               | 4               | 0               | 2                 | 0                 | 0                 | -          | -          | -          | -                              | -                              | -                              | -                              | -       | -       | -       | 26    | 8     | 2     |
| Sous-total            | Sous-total            | Sous-total            | 44          | 12          | 7           | 5               | 4               | 2               | 4                 | 0                 | 2                 | 1          | 0          | 0          | -                              | 6                              | 0                              | 2                              | 7       | 0       | 0       | 67    | 16    | 13    |
| 2018-2019             | Inter Milan (prêt)    | Serie A               | 24          | 5           | 3           | -               | -               | -               | -                 | -                 | -                 | -          | -          | -          | C1+C3                          | 4+1                            | 0                              | 0                              | 10      | 2       | 0       | 39    | 7     | 3     |
| 2020-2021             | UC Sampdoria (prêt)   | Serie A               | 25          | 7           | 2           | 1               | 0               | 0               | -                 | -                 | -                 | -          | -          | -          | -                              | -                              | -                              | -                              | 4       | 0       | 0       | 30    | 7     | 2     |
| 2021-2022             | Cagliari              | Serie A               | 26          | 3           | 2           | 1               | 0               | 0               | -                 | -                 | -                 | -          | -          | -          | -                              | -                              | -                              | -                              | 6       | 1       | 0       | 33    | 4     | 2     |
| 2022-2023             | Spartak Moscou        | Premier-Liga          | 12          | 3           | 0           | 4               | 1               | 0               | -                 | -                 | -                 | -          | -          | -          | -                              | -                              | -                              | -                              | -       | -       | -       | 16    | 4     | 0     |
| 2023-2024             | Spartak Moscou        | Premier-Liga          | 2           | 0           | 0           | 1               | 0               | 0               | -                 | -                 | -                 | -          | -          | -          | -                              | -                              | -                              | -                              | -       | -       | -       | 3     | 0     | 0     |
| Sous-total            | Sous-total            | Sous-total            | 14          | 3           | 0           | 5               | 1               | 0               | -                 | -                 | -                 | -          | -          | -          | -                              | -                              | -                              | -                              | -       | -       | -       | 19    | 4     | 0     |
| 2023-2024             | RCD Espanyol (prêt)   | Segunda División      | 16          | 0           | 0           | 1               | 0               | 0               | -                 | -                 | -                 | -          | -          | -          | -                              | -                              | -                              | -                              | -       | -       | -       | 17    | 0     | 0     |
| Total sur la carrière | Total sur la carrière | Total sur la carrière | 259         | 56          | 22          | 25              | 8               | 5               | 4                 | 0                 | 2                 | 1          | 0          | 0          | -                              | 26                             | 2                              | 5                              | 40      | 6       | 3       | 355   | 72    | 37    |

### Liste des matchs internationaux
| Matches internationaux de Keita Baldé Diao | Matches internationaux de Keita Baldé Diao | Matches internationaux de Keita Baldé Diao                   | Matches internationaux de Keita Baldé Diao | Matches internationaux de Keita Baldé Diao | Matches internationaux de Keita Baldé Diao | Matches internationaux de Keita Baldé Diao                              |
|                                            | Date                                       | Lieu                                                         | Adversaire                                 | Résultat                                   | Compétition                                | Notes                                                                   |
| ------------------------------------------ | ------------------------------------------ | ------------------------------------------------------------ | ------------------------------------------ | ------------------------------------------ | ------------------------------------------ | ----------------------------------------------------------------------- |
| 1.                                         | 26 mars 2016                               | Stade Léopold-Sédar-Senghor, Dakar, Sénégal                  | Niger                                      | 2 - 0                                      | Éliminatoires CAN 2017                     | Entré en jeu à la place de Sadio Mané à la 84e minute de jeu.           |
| 2.                                         | 29 mars 2016                               | Stade Général-Seyni-Kountché, Niamey, Niger                  | Niger                                      | 1 - 2                                      | Éliminatoires CAN 2017                     | Entré en jeu à la place de Moussa Konaté à la 56e minute de jeu.        |
| 3.                                         | 28 mai 2016                                | Stade Amahoro, Kigali, Rwanda                                | Rwanda                                     | 0 - 2                                      | Match amical                               | Titulaire.                                                              |
| 4.                                         | 3 septembre 2016                           | Stade Léopold-Sédar-Senghor, Dakar, Sénégal                  | Namibie                                    | 2 - 0                                      | Éliminatoires CAN 2017                     | Titulaire et remplacé par Cheikh Ndoye à la 84e minute de jeu.          |
| 5.                                         | 8 octobre 2016                             | Stade Léopold-Sédar-Senghor, Dakar, Sénégal                  | Cap-Vert                                   | 2 - 0                                      | Éliminatoires Coupe du monde 2018          | Titulaire.                                                              |
| 6.                                         | 12 novembre 2016                           | Stade Peter-Mokaba, Polokwane, Afrique du Sud                | Afrique du Sud                             | 2 - 1                                      | Éliminatoires Coupe du monde 2018          | Titulaire.                                                              |
| 7.                                         | 8 janvier 2017                             | Stade olympique de Brazzaville, Kintélé, République du Congo | Libye                                      | 1 - 2                                      | Match amical                               | Titulaire et remplacé par Moussa Konaté à la 72e minute de jeu.         |
| 8.                                         | 11 janvier 2017                            | Stade olympique de Brazzaville, Kintélé, République du Congo | Congo                                      | 0 - 2                                      | Match amical                               | Titulaire et remplacé par Ismaïla Sarr à la 62e minute de jeu.          |
| 9.                                         | 15 janvier 2017                            | Stade de Franceville, Franceville, Gabon                     | Tunisie                                    | 0 - 2                                      | CAN 2017                                   | Titulaire et remplacé par Ismaïla Sarr à la 62e minute de jeu.          |
| 10.                                        | 19 janvier 2017                            | Stade de Franceville, Franceville, Gabon                     | Zimbabwe                                   | 2 - 0                                      | CAN 2017                                   | Titulaire.                                                              |
| 11.                                        | 23 janvier 2017                            | Stade de Franceville, Franceville, Gabon                     | Algérie                                    | 2 - 2                                      | CAN 2017                                   | Entré en jeu à la place de Moussa Konaté à la 90e minute de jeu.        |
| 12.                                        | 28 janvier 2017                            | Stade de Franceville, Franceville, Gabon                     | Cameroun                                   | 0 - 0 (4 tab 5)                            | CAN 2017                                   | Titulaire.                                                              |
| 13.                                        | 27 mars 2017                               | Stade Charléty, Paris, France                                | Côte d'Ivoire                              | 1 - 1                                      | Match amical                               | Titulaire et remplacé par Cheikh Ndoye à la 74e minute de jeu.          |
| 14.                                        | 2 septembre 2017                           | Stade Léopold-Sédar-Senghor, Dakar, Sénégal                  | Burkina Faso                               | 0 - 0                                      | Éliminatoires Coupe du monde 2018          | Entré en jeu à la place de Ismaïla Sarr à la 66e minute de jeu.         |
| 15.                                        | 5 septembre 2017                           | Stade du 4-Août, Ouagadougou, Burkina Faso                   | Burkina Faso                               | 2 - 2                                      | Éliminatoires Coupe du monde 2018          | Entré en jeu à la place de Moussa Sow à la 77e minute de jeu.           |
| 16.                                        | 7 octobre 2017                             | Estádio Nacional de Cabo Verde, Praia, Cap-Vert              | Cap-Vert                                   | 0 - 2                                      | Éliminatoires Coupe du monde 2018          | Titulaire et remplacé par Opa Nguette à la 79e minute de jeu.           |
| 17.                                        | 31 mai 2018                                | Stade Josy-Barthel, Luxembourg, Luxembourg                   | Luxembourg                                 | 0 - 0                                      | Match amical                               | Titulaire et remplacé par Mame Biram Diouf à la 46e minute de jeu.      |
| 18.                                        | 8 juin 2018                                | Stade Gradski vrt, Osijek, Croatie                           | Croatie                                    | 2 - 1                                      | Match amical                               | Entré en jeu à la place de M'Baye Niang à la 65e minute de jeu.         |
| 19.                                        | 11 juin 2018                               | Das.Goldberg Stadion, Grödig, Autriche                       | Corée du Sud                               | 0 - 2                                      | Match amical                               | Entré en jeu à la place de Ismaïla Sarr à la 63e minute de jeu.         |
| 20.                                        | 28 juin 2018                               | Cosmos Arena, Samara, Russie                                 | Colombie                                   | 0 - 1                                      | Coupe du monde 2018                        | Titulaire et remplacé par Moussa Konaté à la 80e minute de jeu.         |
| 21.                                        | 9 septembre 2018                           | Stade municipal de Mahamasina, Antananarivo, Madagascar      | Madagascar                                 | 2 - 2                                      | Éliminatoires CAN 2019                     | Titulaire et remplacé par Amath Ndiaye Diedhiou à la 85e minute de jeu. |
| 22.                                        | 13 octobre 2018                            | Stade Léopold-Sédar-Senghor, Dakar, Sénégal                  | Soudan                                     | 3 - 0                                      | Éliminatoires CAN 2019                     | Titulaire.                                                              |
| 23.                                        | 16 octobre 2018                            | Stade de Khartoum, Khartoum, Soudan                          | Soudan                                     | 0 - 1                                      | Éliminatoires CAN 2019                     | Entré en jeu à la place de Opa Nguette à la 69e minute de jeu.          |
| 24.                                        | 26 mars 2019                               | Stade Léopold-Sédar-Senghor, Dakar, Sénégal                  | Mali                                       | 2 - 1                                      | Match amical                               | Titulaire et remplacé par Santy Ngom à la 55e minute de jeu.            |
| 25.                                        | 16 juin 2019                               | Stade d'Ismaïlia, Ismaïlia, Égypte                           | Nigeria                                    | 1 - 0                                      | Match amical                               | Titulaire.                                                              |
| 26.                                        | 23 juin 2019                               | Stade du 30 Juin, Le Caire, Égypte                           | Tanzanie                                   | 2 - 0                                      | CAN 2019                                   | Titulaire et remplacé par Sada Thioub à la 73e minute de jeu.           |
| 27.                                        | 27 juin 2019                               | Stade du 30 Juin, Le Caire, Égypte                           | Algérie                                    | 0 - 1                                      | CAN 2019                                   | Titulaire et remplacé par Sada Thioub à la 63e minute de jeu.           |
| 28.                                        | 5 juillet 2019                             | Stade international du Caire, Le Caire, Égypte               | Ouganda                                    | 0 - 1                                      | CAN 2019                                   | Entré en jeu à la place de Ismaïla Sarr à la 81e minute de jeu.         |
| 29.                                        | 10 juillet 2019                            | Stade du 30 Juin, Le Caire, Égypte                           | Bénin                                      | 1 - 0                                      | CAN 2019                                   | Titulaire et remplacé par Krépin Diatta à la 65e minute de jeu.         |
| 30.                                        | 19 juillet 2019                            | Stade international du Caire, Le Caire, Égypte               | Algérie                                    | 0 - 1                                      | CAN 2019                                   | Entré en jeu à la place de M'Baye Niang à la 85e minute de jeu.         |
| 31.                                        | 26 mars 2021                               | Stade Alphonse-Massamba-Débat, Brazzaville, Congo            | Congo                                      | 0 - 0                                      | Éliminatoires CAN 2021                     | Titulaire et remplacé par Famara Diedhiou à la 65e minute de jeu.       |
| 32.                                        | 30 mars 2021                               | Stade Lat-Dior, Thiès, Sénégal                               | Eswatini                                   | 1 - 1                                      | Éliminatoires CAN 2021                     | Entré en jeu à la place d'Abdallah Sima à la 65e minute de jeu.         |
| 33.                                        | 5 juin 2021                                | Stade Lat-Dior, Thiès, Sénégal                               | Zambie                                     | 3 - 1                                      | Match amical                               | Entré en jeu à la place de Krépin Diatta à la 62e minute de jeu.        |
| 34.                                        | 8 juin 2021                                | Stade Lat-Dior, Thiès, Sénégal                               | Cap-Vert                                   | 2 - 0                                      | Match amical                               | Entré en jeu à la place de Boulaye Dia à la 71e minute de jeu.          |

#### Buts internationaux
| Buts en sélection de Keita Baldé Diao | Buts en sélection de Keita Baldé Diao | Buts en sélection de Keita Baldé Diao       | Buts en sélection de Keita Baldé Diao | Buts en sélection de Keita Baldé Diao | Buts en sélection de Keita Baldé Diao | Buts en sélection de Keita Baldé Diao | Buts en sélection de Keita Baldé Diao |
| #                                     | Date                                  | Lieu                                        | Adversaire                            | Score                                 | Résultat                              | Compétition                           |                                       |
| ------------------------------------- | ------------------------------------- | ------------------------------------------- | ------------------------------------- | ------------------------------------- | ------------------------------------- | ------------------------------------- | ------------------------------------- |
| 1.                                    | 3 septembre 2016                      | Stade Léopold-Sédar-Senghor, Dakar          | Namibie                               | 1-0                                   | 2-0                                   | Éliminatoires CAN 2017                |                                       |
| 2.                                    | 8 octobre 2016                        | Stade Léopold-Sédar-Senghor, Dakar          | Cap-Vert                              | 1-0                                   | 2-0                                   | Éliminatoires Coupe du monde 2018     |                                       |
| 3.                                    | 11 janvier 2017                       | Stade olympique, Brazzaville                | Congo                                 | 0-1                                   | 0-2                                   | Match amical                          |                                       |
| 4.                                    | 9 septembre 2018                      | Stade municipal de Mahamasina, Antananarivo | Madagascar                            | 1-2                                   | 2-2                                   | Éliminatoires CAN 2019                |                                       |
| 5.                                    | 23 juin 2019                          | Stade du 30 Juin, Le Caire                  | Tanzanie                              | 1-0                                   | 2-0                                   | CAN 2019                              |                                       |

## Palmarès
À la Lazio, Baldé n'est pas retenu pour la finale de la Supercoupe d'Italie de football en 2017 mais est titré, son premier trophée en carrière. Il est finaliste de la Coupe d'Italie en 2015 et 2017.
Baldé est vice-champion de France en 2018 avec l'AS Monaco. Lors de la même saison, il atteint la finale de la Coupe de la Ligue. Le Sénégalais dispute le Trophée des Champions en 2018.
Baldé est finaliste de la Coupe d'Afrique des nations 2019 avec le Sénégal avant de remporter la compétition trois ans plus tard.